# ヴァイナモイネン (海防戦艦)

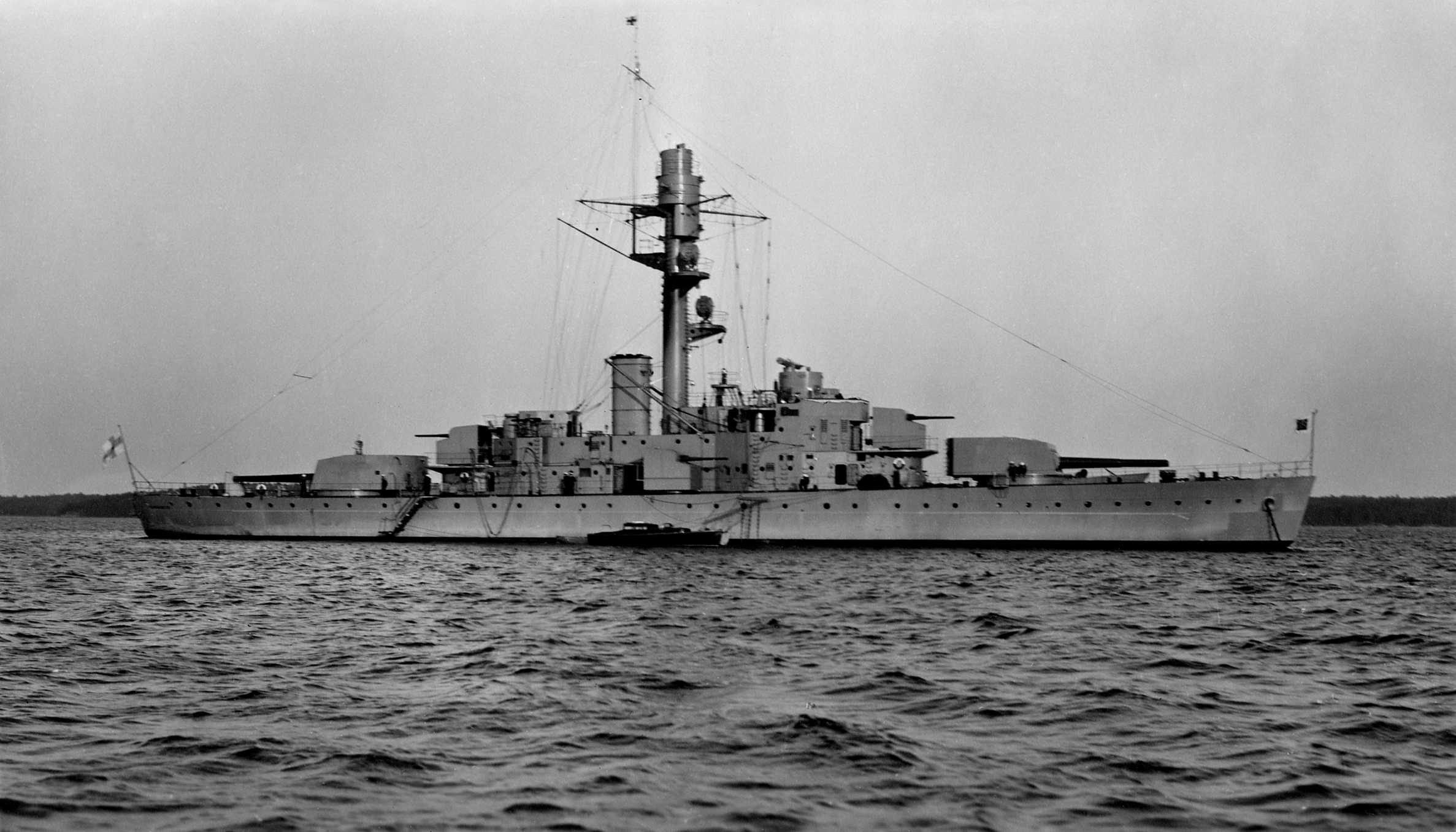
「ヴァイナモイネン」

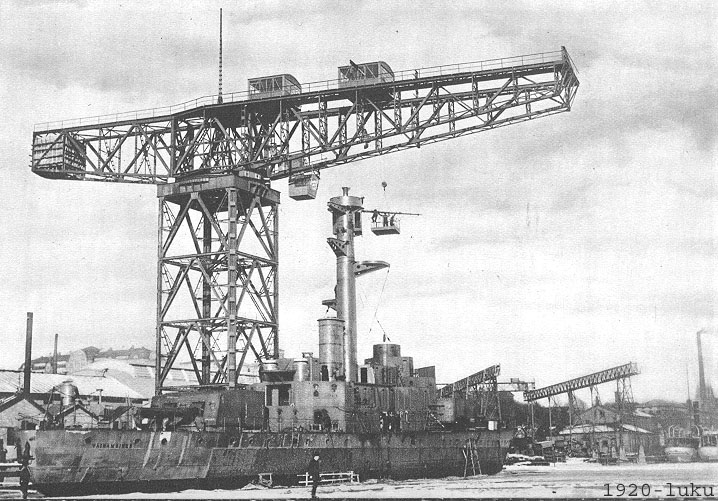
建造中の「ヴァイナモイネン」

ヴァイナモイネン(フィンランド語: Väinämöinen、ワイナミョイネン、ワイナモイネン)は、フィンランド海軍のイルマリネン級海防戦艦の2番艦である(ただし、分類によってはヴァイナモイネン級海防戦艦とされることもある)。艦名はカレワラの主人公にちなむ。

## 艦歴
クリクトン・ヴルカン社で建造。1929年10月15日起工。1930年12月20日進水。1932年9月29日に引き渡され、1933年12月31日に沿岸艦隊に配備された。
1935年、キール訪問。1937年、ジョージ6世戴冠記念観艦式に参加。「ヴァイナモイネン」は航洋性が低く、この時スウェーデン海防戦艦「ドロットニング・ヴィクトリア」に曳航されてイギリスへ向かった、という話があるが、事実ではないようである。帰路ではコペンハーゲンに寄港している。1939年、「イルマリネン」とともにストックホルムを訪問。

### 冬戦争
1939年11月30日に冬戦争が始まると「ヴァイナモイネン」と「イルマリネン」は最初はオーランド諸島防衛に向かい、海が氷結する時期になるとトゥルクへ移って同地の防空に従事した。2隻は戦争中何度か空襲を受け、「イルマリネン」では被害も出ている。1940年3月、戦争終結。

### 継続戦争

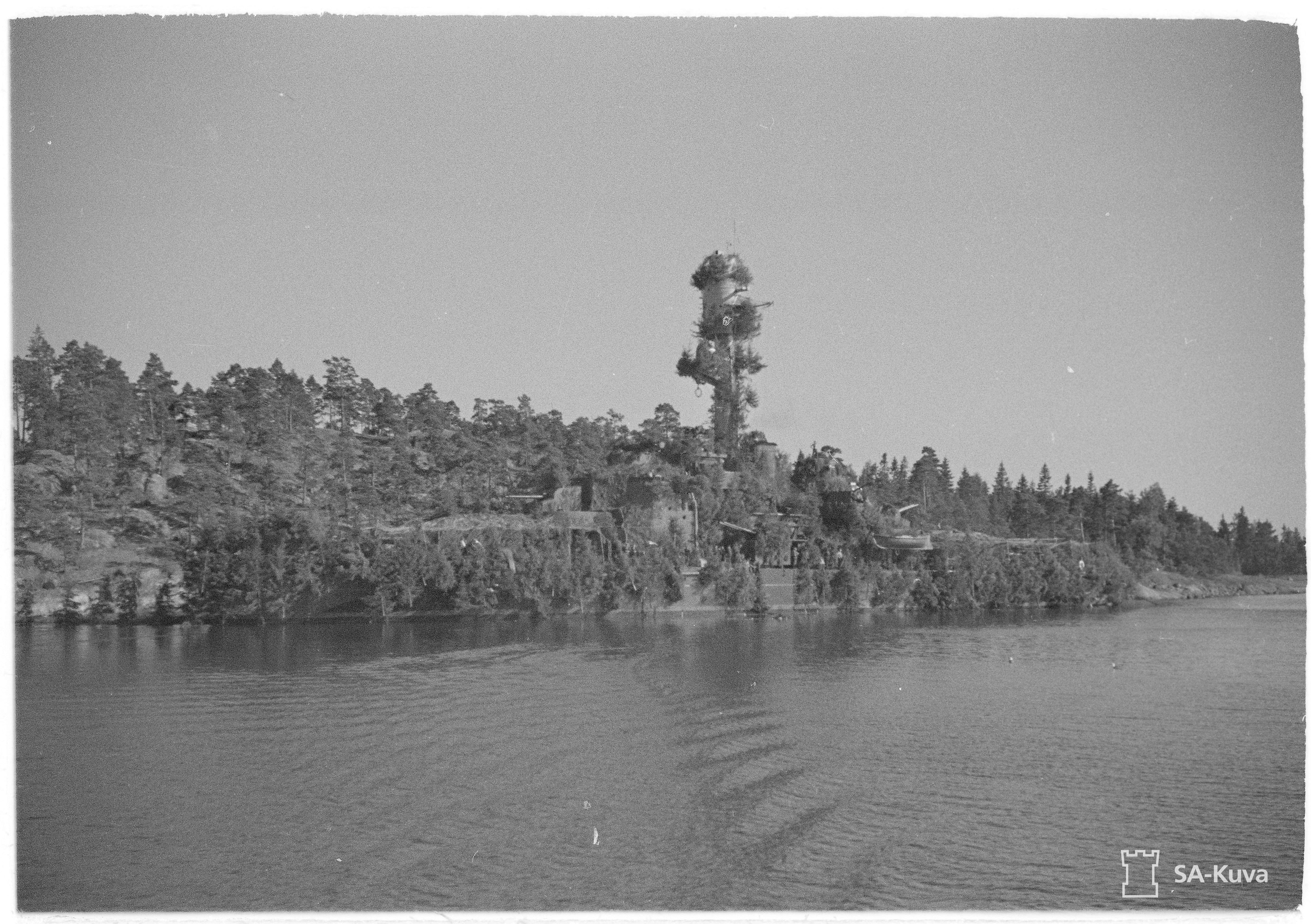
木の枝を付け擬装している「ヴァイナモイネン」（1944年7月）

1941年6月に再び戦争が始まる（継続戦争）。「ヴァイナモイネン」と「イルマリネン」は7月4日、12日、14日、9月2日にハンコに対する艦砲射撃を実施した。
1941年9月、「ヴァイナモイネン」と「イルマリネン」はノルトヴィント作戦に参加した。これはドイツ軍によるヒーウマー島、サーレマー島上陸作戦の欺瞞作戦で、艦隊によって上陸場所の逆方向に敵を誘致しようというものであった。この作戦中に「イルマリネン」が沈んだ。
1941年11月15日、ハンコ半島を砲撃。
1942年から1943年はフィンランド湾で対潜作戦支援や機雷原防衛に従事した。
1944年7月12日、コトカで爆撃を受けたが被弾なし。その4日後、ソ連軍は132機による攻撃を実施し、「ヴァイナモイネン」と誤認したドイツ浮砲台「ニオベ」を撃沈した。

### ソ連へ
戦後、「ヴァイナモイネン」は賠償として2億6500万マルッカでソ連に売却された。1947年3月1日にソ連に引き渡し。4月5日に沿岸装甲艦（Броненосец береговой）に類別され、4月24日に「ヴィボルグ（Выборг）」と改名された。「ヴィボルグ」は6月7日にポルッカラ海軍基地に着き、第104沿岸戦隊に編入された。1949年2月16日、海洋モニター（морской монитор）に類別変更。
1953年から1957年にかけてタリンで改装が行われ、主機の新型への換装や航海用レーダー「ネプテューン」の搭載などがなされた。1954年2月25日にはタリン港内で岩礁に触れて船体を損傷している。その後は移動砲台として使用され、1959年11月1日に予備艦隊に編入。フィンランドへの売却計画もあったが実現には至らず、1966年2月25日に解体業者へ引き渡された。

## 艦のデータ

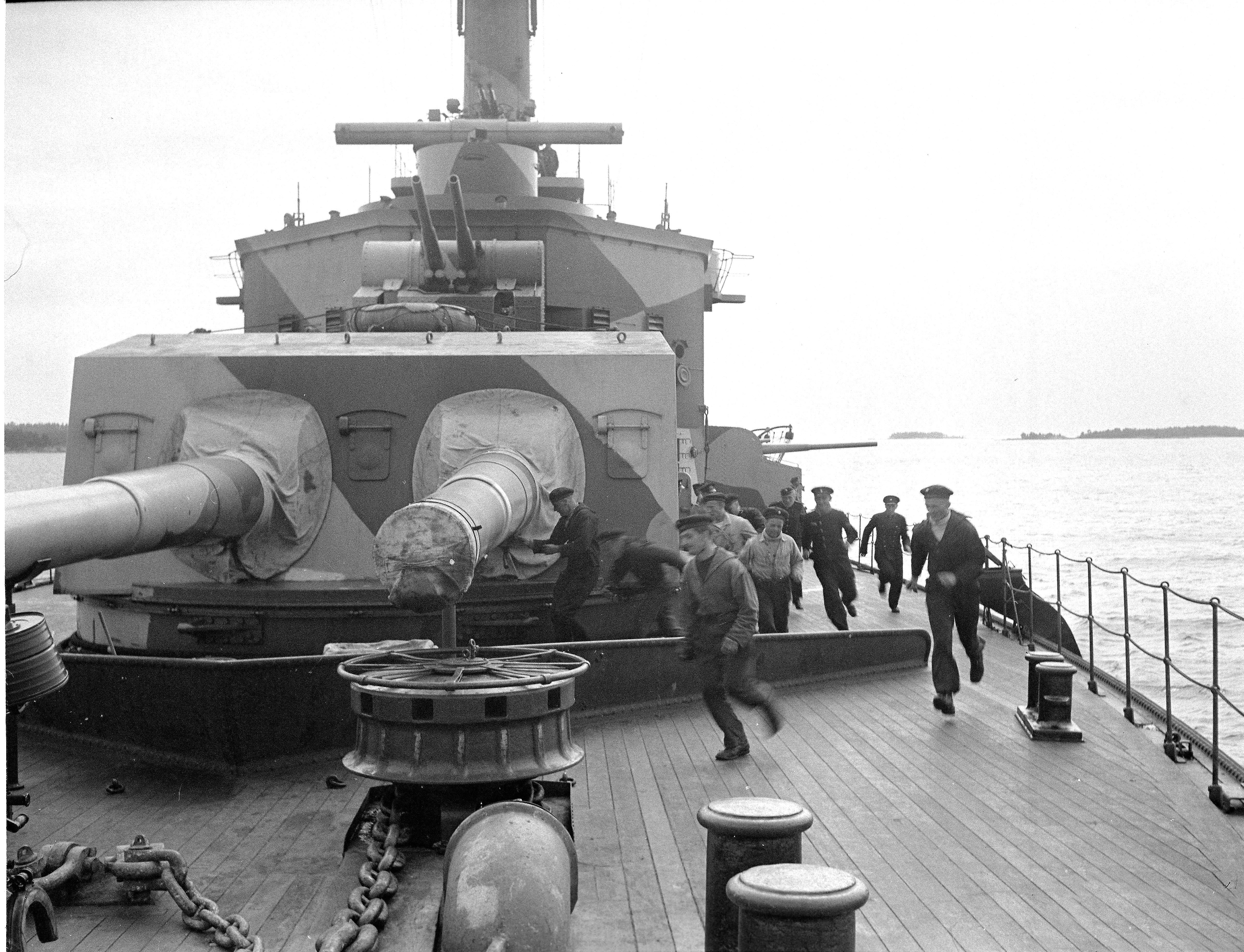
前部から見た「ヴァイナモイネン」（1942年6月20日）

全長93.00m、水線長90.00m、最大幅7.59m。排水量及び吃水は軽荷で3531トン、4.071m、常備で3808トン、4.332m、満載で4028トン、4.537mであった。
主砲はボフォース45口径25.4cm連装砲2基。仰角は最大45度で、仰角40度での榴弾の飛距離が31172mとなっている。副砲はボフォース50口径10.5cm砲を連装で4基搭載。最大仰角85度、最大射程18.2km、最大射高12000mであった。なお、同砲の供給遅れのため、「ヴァイナモイネン」はオブホフ60口径10.2cm単装砲4基を搭載していた時期がある。
他にヴィッカース40口径40mm砲40mm砲単装4基を搭載したはずだが、1937年5月撮影の「ヴァイナモイネン」の写真では、その搭載位置に3ポンド砲らしきものが搭載されているのが確認できる。よって、40mm砲の実際の搭載状況には不明な点がある。1941年6月にボフォース60口径40mm機関砲連装1基、単装2基に換装された。また、マドセン60口径20mm機銃が追加搭載されている。
ディーゼル・エレクトリック推進、ワード・レオナード方式で、主機はクルップ・ゲルマニア社製過給機付き6気筒4ストローク・ディーゼル機関4基。主発電機はブラウン・ボヴェリ社製発電機2基で、2軸推進。速力は計画14.5ノット、公試では4100馬力で15.2ノット、3200馬力で14.35ノット。
装甲は主砲防楯、バーベット、司令塔がKCで、他はニッケル鋼。厚さは水線装甲帯が55mm、主砲前楯100mm、側楯および後楯50mm、天蓋70mm、バーベット100mm、司令塔側面120mm、甲板15mmであった。